# Барк-мицва
Барк-мицва (англ. Bark Mitzvah; ивр. בארק מצווה‎) — празднование достижения  «совершеннолетия» в некоторых реформистских и консервативных течений иудаизма в США, аналогичной бар-мицве. Церемония имеет развлекательный и выставочный характер.

## Название
Название церемонии «Барк-мицва» это игра слов из английского слова «bark» (лай) и термина «бар-мицва». Значение первоначальной терминологии — «бен-мицвот» (ивр. בן מצוות‎), что обозначает, что человека, достигшего возраста, с которого он начинает соблюдать заповеди Торы и несёт личную ответственность за свои поступки.
Ли Дэй, американский редактор еврейского происхождения, занимающийся организацией барк-мицвот, утверждал что это он придумал название церемонии, а в 2007 году также зарегистрировал на него торговую марку. Также его имя уже фигурировало в приглашениях, которые пара Солтер разослала своим гостям в 1958 году.

## История
Первая зарегистрированная Барк-мицва состоялась в Беверли-Хиллз в штате Калифорния в 1958 году. Согласно курьеру Беверли-Хиллз, Макс и Джанет Солтер праздновали совершеннолетие своего чёрного кокер-спаниеля Герцога Виндзорского (сокращённо Винди). Джанет ввела в приглашениях термин «барк-мицва». В течение следующих 50 лет Макс и Джанет совершали ещё несколько барк-мицв, когда одной из их собак исполнялось 13 лет.
В 1997 году была отмечена первая широко зарегистрированная Барк-мицва, получившая пристальное внимание и неодобрение со стороны нескольких раввинов. Один раввин выразил своё отвращение к барк-мицвам в письме редактору «Нью-Йорк Таймс», назвав празднование «не чем иным, как осквернением заветной еврейской традиции» и заявив, что барк-мицвы «унижают некоторые из основных принципы еврейской жизни».
Хотя некоторые не одобряют идею Барк-мицвы, она распространилась по Соединённым Штатам, и празднования продолжаются. В начале 2000-х годов церемонии становились всё более популярными на Восточном и Западном побережьях. В результате специализированные зоомагазины и пекарни для собак теперь предлагают специальные пакеты для вечеринок, сувениры и подарки. В настоящее время празднование Барак-мицвот стало отраслью с прибылью в десятки миллионов долларов.

## Церемония
Барк-мицва проводится в разном возрасте. Некоторые люди отмечают церемонию Барк-мицвы для своей собаки в возрасте 13 лет. Некоторые люди отмечают церемонию, когда собаке исполняется 13 лет, обычно около двух лет, а другие отмечают церемонию Барк-мицвы для своей собаки в возраст 13 месяцев. Во время церемонии самцы собак носят кипу, ходят завёрнутые в талит, и им преподносят свиток Торы. Некоторые из бар-мицвот проводятся в синагогах, а некоторые — в частных домах или салоне для собак. Иногда Барк-мицва отмечается как часть праздника Пурим.
Барк-мицва, проводимая в синагоге, обычно носит более формальный характер. Церемония часто начинается с молитвы, возносимой раввином за собак, а в конце церемонии владелец собаки получает официальный сертификат от раввина, подтверждающий, что собака прошла мероприятие Барк-мицвы. Празднования барк-мицвы не всегда проходят в зале синагоги. В реформистской синагоге Бейт-Шир-Шалом в Майами мероприятия проводятся на стоянке синагоги, что позволяет избежать риска того, что собака может повредить предметы синагоги.
На празднование барк-мицвы обычно производится специальная собачья выпечка для собак. Кроме того, пекарни и предприятия, специализирующиеся на собаках, предлагают специальные пакеты для мероприятия барк-мицвы. В средний пакет может входить: торт из мяса барк-мицвы, шляпа барк-мицвы, конфеты в виде волчка и лампы, специальный воротник с украшением в виде звезды Давида и украшения для торта.
Приглашённые на мероприятие барк-мицвы обычно приезжают со своими собаками. В конце мероприятия принято дарить гостям подарок в ознаменование празднования Барк-мицвы. Некоторые хозяева дарят гостям коробки конфет, на крышках которых указаны подробности мероприятия и подробности о барк-мицве, в то время как другие дают каждому гостю ермолку, на котором выбито имя собаки и дата мероприятия.
Иногда празднование Барк-мицвы используется для сбора средств. В синагоге реформы Кехилат Хаим в Атланте в 2003 году было проведено мероприятие по сбору средств под названием «День барк-мицвы», на котором около 60 собак соревновались в различных категориях, таких как «самая еврейская собака».

## Оценка
Существует мнение, что барк-мицва является сугубо реформаторской традицией, тем не менее большинство реформистских раввинов критикуют эту церемонию и рассматривают её как осквернение священной церемонии. Ещё в конце 1990-х один из глав раввинов-реформаторов выступил против церемонии в публичном письме, в котором призвал евреев-реформистов отказаться от этого обычая.
Многие раввины из ортодоксального течения резко критиковали церемонию Барк-мицвы, отождествляя её с реформатским иудаизмом в общем. Их главный аргумент заключается в том, что проведение церемонии унижает иудейскую религию. Церемонию также осудили многие израильские общественные деятели, в том числе Эли Ишай и депутат парламента Элиэзер Мозес.